# Айраг
Айраг (монг. Айраг, «кумыс», Хар-Айраг, Хара-Айраг — «чёрный кумыс») — сомон аймака Дорноговь, Монголия.
Сомон является центром добычи плавикового шпата, а его переработка производится в городе Бор-Ундер (где находятся ряд ГОКов по первичной переработке шпата), куда сырьё транспортируется по железнодорожной ветке. Через сомон проходит Трансмонгольская железная дорога, станция Айраг.
Климат резко континентальный.
Центр сомона — посёлок Айраг находится в 130 километрах от города Сайншанда и в 330 километрах от столицы страны — Улан-Батора.